# Itakayt

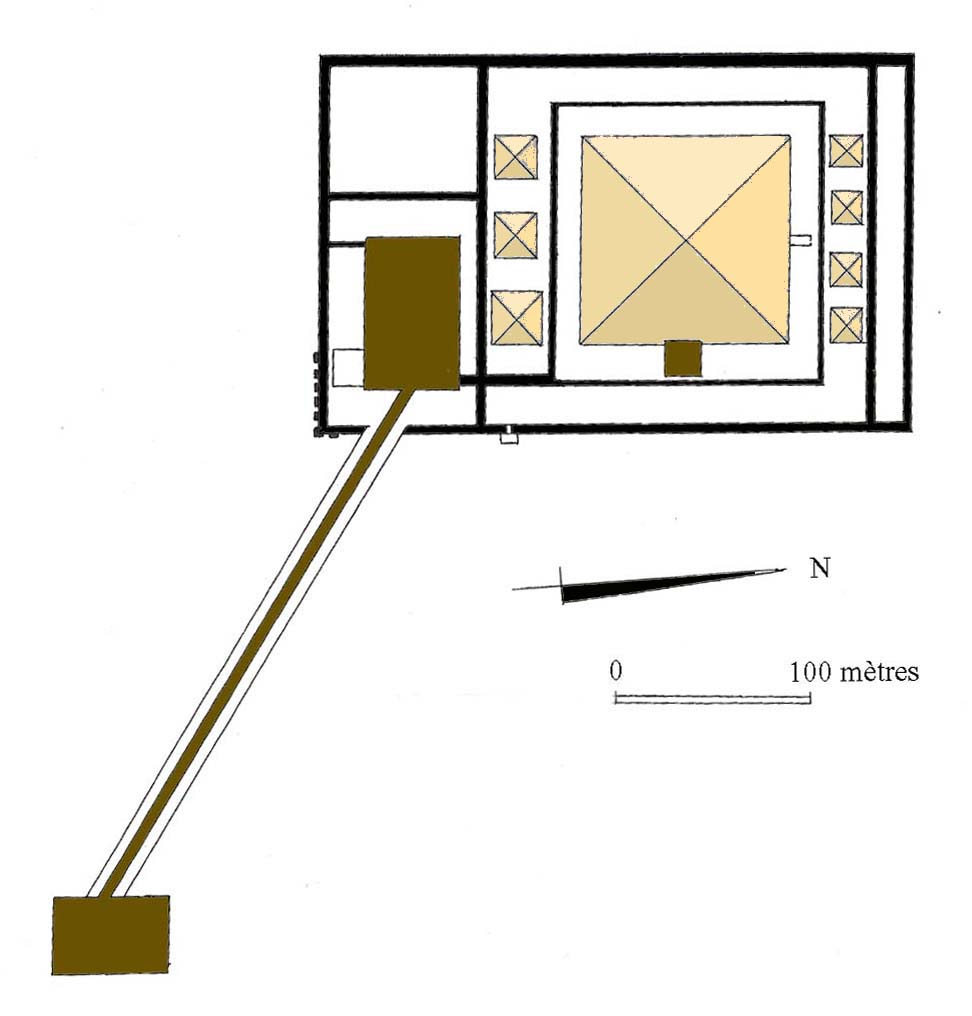
Complejo piramidal de Senusret III, la pirámide de Itakayt es la tercera desde la parte superior derecha.

Itakayt fue una princesa egipcia antigua y reina de la XII dinastía, alrededor de 1800 a. C. Es principalmente conocida por su pequeña pirámide junto a la de Sesostris III (en egipcio, Senusret) en Dahshur. Tenía los títulos de La hija del rey de su cuerpo, poderosa, elegante y amada. 

## La pirámide
Su pirámide en el lado norte de la pirámide del rey midió originalmente unos 16,80 m en la base, y 16,80 m de alto. Estaba construida de ladrillos de adobe y cubierta con losas de caliza blanca. Delante de la pirámide había una pequeña capilla funeraria decorada con relieves. Los restos de estos relieves incluían el nombre de Itakayt. Su cámara funeraria contenía un sarcófago, un cofre canópico y dos vasos canopes.

## Otras fuentes
Itakayt es también conocida por un fragmento de papiro encontrado en Lahun. Aquí, se enumeran los familiares de un rey, incluyendo a Itakayt. No se sabe con qué rey están relacionados. Sesostris II parece ser el candidato más probable, ya que el fragmento de papiro fue encontrado en su templo funerario. Esto haría a Itakayt una hermana, y probablemente también esposa, de Sesostris III.